# Ninho
Ninho, pseudonimo di William Nzobazola (Longjumeau, 2 aprile 1996), è un rapper francese.

## Biografia

### Primi anni
Nato a Longjumeau, Ninho ha origini congolesi.

### Mixtape (2013-2016)
Nel 2013 pubblica il primo mixtape Ils sont pas au courant, seguito nel 2014 da En attendant I.P.S.A.C. 2, e da I.P.S.A.C. 2.

### Il successo

#### M.I.L.S.
Il suo successo inizia a fine 2016 con il mixtape Maintenant ils le savent, certificato disco di platino dalla SNEP.

#### Comme prévu
Nel 2017 lancia il suo primo album in studio, Comme prévu, certificato quadruplo disco di platino.

#### M.I.L.S. 2.0
Il 30 marzo 2018 pubblica M.I.L.S. 2.0, certificato doppio disco di platino.
Il brano Un poco è stato certificato, con 50 milioni di streaming, disco di diamante, e il brano Fendi disco di platino.

#### Destin(2019)
Nel 2019 pubblica l'album Destin, certificato doppio platino; risulta essere l'artista francese più ascoltato sulle piattaforme streaming.

#### M.I.L.S. 3.0(2020)
Nel 2020 pubblica M.I.L.S. 3.0, doppio platino in Francia. Il brano Lettre à une femme riscontra molto successo, arrivando quinto nella classifica mondiale di Deezer.

#### Jefe(2021)
Dopo aver collaborato con il rapper francese Niska per il singolo N.I (singolo presente anche nel quarto album del rapper), il 10 novembre 2021 annuncia sul sui suoi profili social il suo terzo album in studio. L'album che uscirà il 3 dicembre dello stesso anno e si chiama Jefe.

## Discografia

### Album in studio
- 2017 – Comme prévu
- 2019 – Destin
- 2021 – Jefe
- 2023 – NI
- 2024 – GOAT (con Niska)